# Rinaldo Brancaccio
Rinaldo Brancaccio (Florença, 1386 - Roma, 27 de março de 1427) foi um cardeal do século XV.

## Primeiros anos
Nasceu em Nápoles em 1350/1360. Outros cardeais de sua família foram: Landolfo Brancaccio (1294); Niccolò Brancaccio, pseudocardeal de Clemente VII (1378); Ludovico Bonito (1408); Tommaso Brancaccio (1411); Francesco Maria Brancaccio (1633); e Stefano Brancaccio (1681).
Abate e acólito papal. Apostólico protonotário.
Criado cardeal diácono no consistório de 17 de dezembro de 1384; recebeu a diaconia de Ss. Vito e Modesto em 20 de março de 1385. Participou do conclave de 1389, que elegeu o Papa Bonifácio IX. Participou do conclave de 1404, que elegeu o Papa Inocêncio VII. Saiu da cúria, então em Viterbo, em 13 de dezembro de 1405; ele foi aos banhos termais perto de Nápoles. Participou do conclave de 1406, que elegeu o Papa Gregório XII. Em 1408, recebeu em comenda o título de S. Maria in Trastevere do Papa Gregório XII; confirmado pelo antipapa João XXIII. Participou do conclave de 1409, que elegeu o antipapa Alexandre V. Provavelmente tornou-se cardeal protodiácono em 1409 ou 1410. Participou do conclave de 1410, que elegeu o antipapa João XXIII, a quem coroou em Bolonha em 25 de maio de 1410. Antipapa João XXIII nomeou-o governador da província de Campagna e Marittima , com o título de vigário papal. Legado em Nápoles; ele foi encarregado de estipular com o rei Ladislau de Nápoles as condições para a paz.
Administrador da sé metropolitana de Palermo, 4 de agosto de 1410 até 1414. Administrador da sé metropolitana de Taranto, 3 de julho de 1412 até 1420. Saiu de Roma para Campagna e Marittima , por ordem do antipapa, em 24 de maio de 1412; retornou em 31 de maio; partiu novamente em 12 de junho. Arcipreste da basílica patriarcal da Libéria no final de 1412. Nomeado comendador do título de S. Maria em Trastevere pelo Papa Inocêncio VIII; ocupou a comenda até sua morte. Participou do Concílio de Constança. Participou do conclave de 1417 , que elegeu o Papa Martinho V; por ordem do papa, encerrou o concílio com as palavras: Domini, ite in pace . Nomeado administrador da sé de Aversa em 1418; ocupou o cargo até sua morte. Ele foi para Tivoli com o papa em 17 de junho de 1421.
Morreu em Roma em 27 de março de 1427. O seu corpo foi transferido para Nápoles e sepultado num monumento funerário, obra de Donatello, Michelozzo di Bartolommeo e Pagno di Lapo, na igreja de S. Angelo a Seggio del Nilo, que ele mandou construir, bem como no hospital adjacente.